# Moosinning
Moosinning település Németországban, azon belül Bajorországban. Lakosainak száma 6265 fő (2023. december 31.).

## Népesség
A település népessége az elmúlt években az alábbi módon változott:
| Lakosok száma | 1038 | 2488 | 2899 | 5407 | 5507 | 5555 | 5700 | 5908 | 6054 | 6265 |
|               | 1875 | 1950 | 1970 | 2011 | 2013 | 2014 | 2016 | 2019 | 2021 | 2023 |